# Krenkerup Haveskov
Krenkerup Haveskov este o arie protejată (arie specială de conservare — SAC, sit de importanță comunitară — SCI) din Danemarca întinsă pe o suprafață de 20 ha, integral pe uscat.

## Localizare
Centrul sitului Krenkerup Haveskov este situat la coordonatele 54°46′27″N 11°40′01″E / 54.774167°N 11.666944°E.

## Înființare
Situl Krenkerup Haveskov a fost declarat sit de importanță comunitară în mai 1998 pentru a proteja 1 specie de animale. Situl a fost protejat și ca arie specială de conservare în decembrie 2011.

## Biodiversitate
Situată în ecoregiunea continentală, aria protejată conține 3 habitate naturale: Păduri de fag Asperulo-Fagetum, Păduri de stejar sau de stejar și carpen sub-atlantice și medio-europene de Carpinion betuli, Păduri aluvionare cu Alnus glutinosa și Fraxinus excelsior (Alno-Padion, Alnion incanae, Salicion albae).
La baza desemnării sitului se află o specie protejată de  nevertebrate: Osmoderma eremita.